# Lysgårdsbakken
Lysgårdsbakken, oficjalnie Lysgårdsbakkene Ski Jumping Arena (norw. Lysgårdsbakkene hoppanlegg) – kompleks dwóch skoczni narciarskich w norweskiej miejscowości Lillehammer, o punktach konstrukcyjnych K123 i K90.  Kompleks może pomieścić 35 000 widzów i jest jedną z trzech narodowych skoczni narciarskich w Norwegii. Został otwarty w 1992 roku na Zimowe Igrzyska Olimpijskie 1994, gdzie gościł skoki narciarskie, a także ceremonie otwarcia i zamknięcia.  Po igrzyskach olimpijskich własność została przeniesiona do miejskiego parku Lillehammer Olympiapark.
Na skoczniach rozgrywane są konkursy Pucharu Świata mężczyzn (w latach 2004–2010, w ramach Turnieju Nordyckiego, od 2017 w ramach Raw Air; w latach 2005–2006, 2009 konkursy odbywały się w zastępstwie za zawody w Trondheim, natomiast w 2016 za konkursy w Niżnym Tagile) i kobiet (w latach 2018–2019 zawody odbywały się w ramach turnieju Lillehammer Triple).
Obie skocznie są wyłożone igelitem oraz posiadają sztuczne oświetlenie.

## Galeria

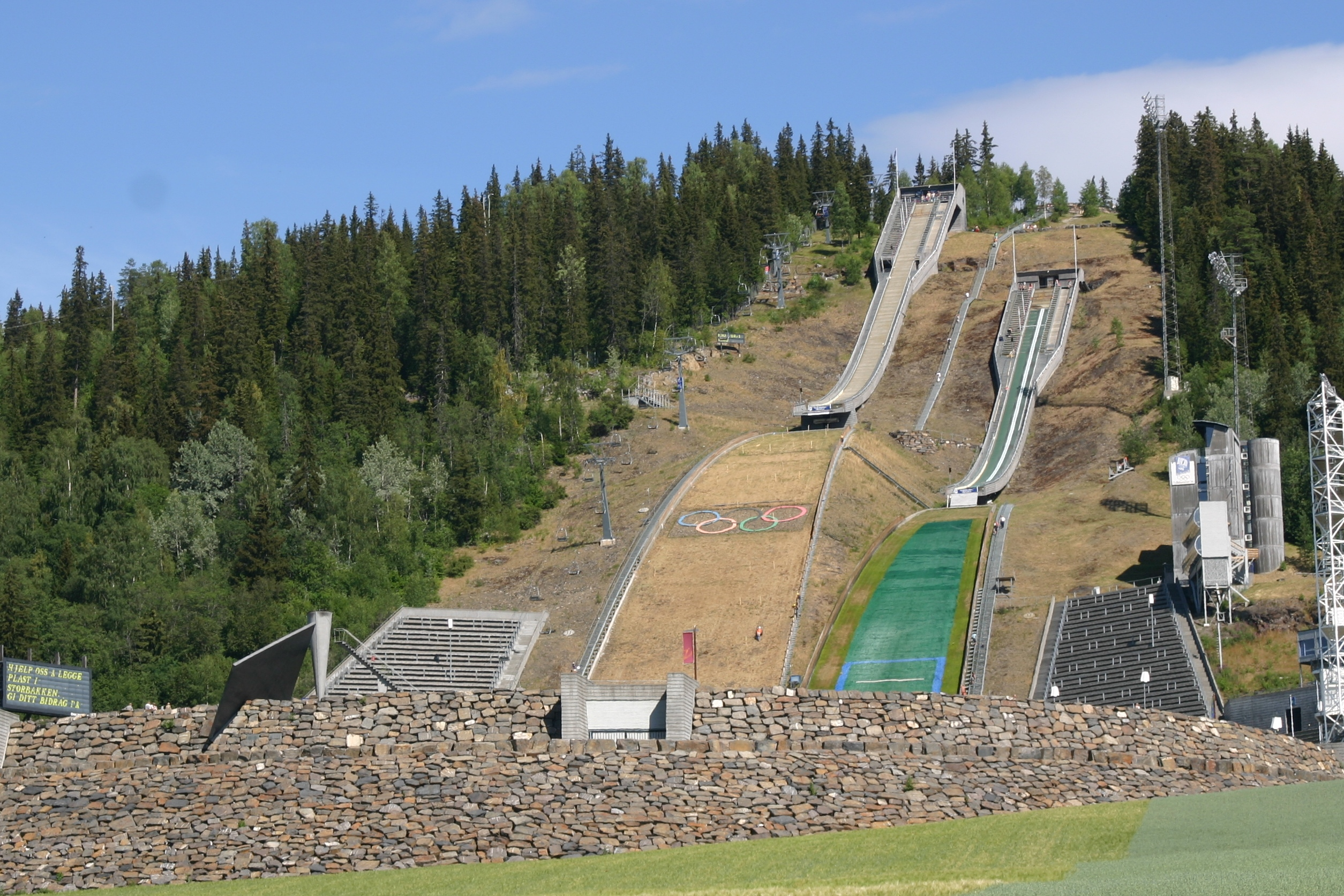
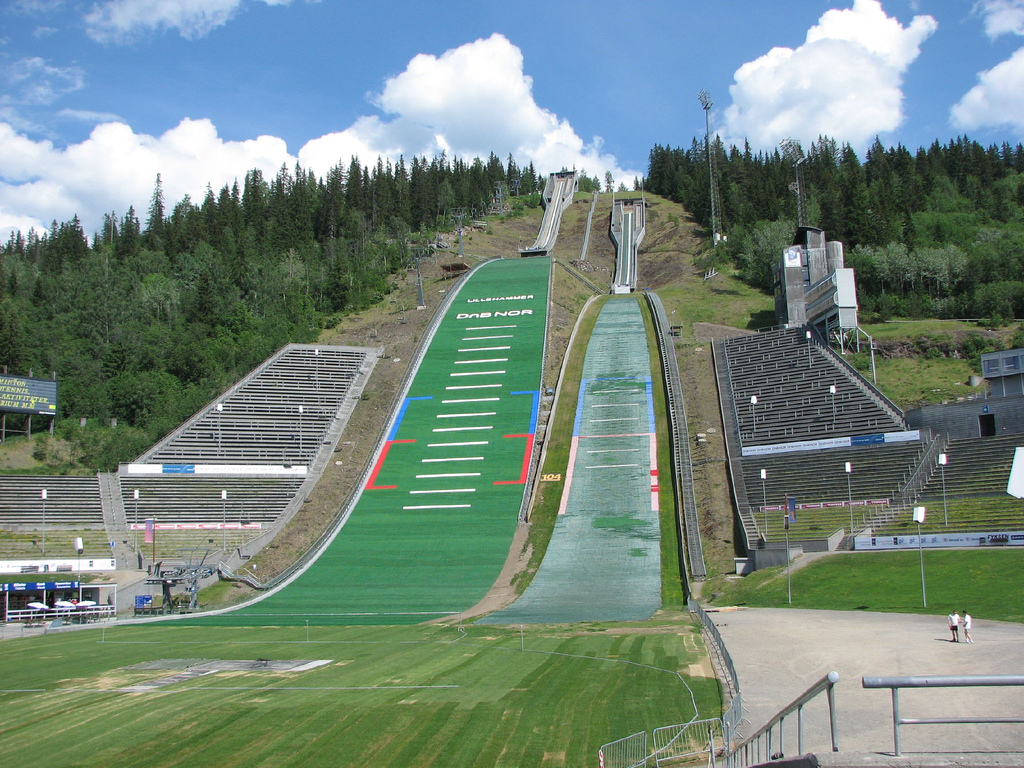
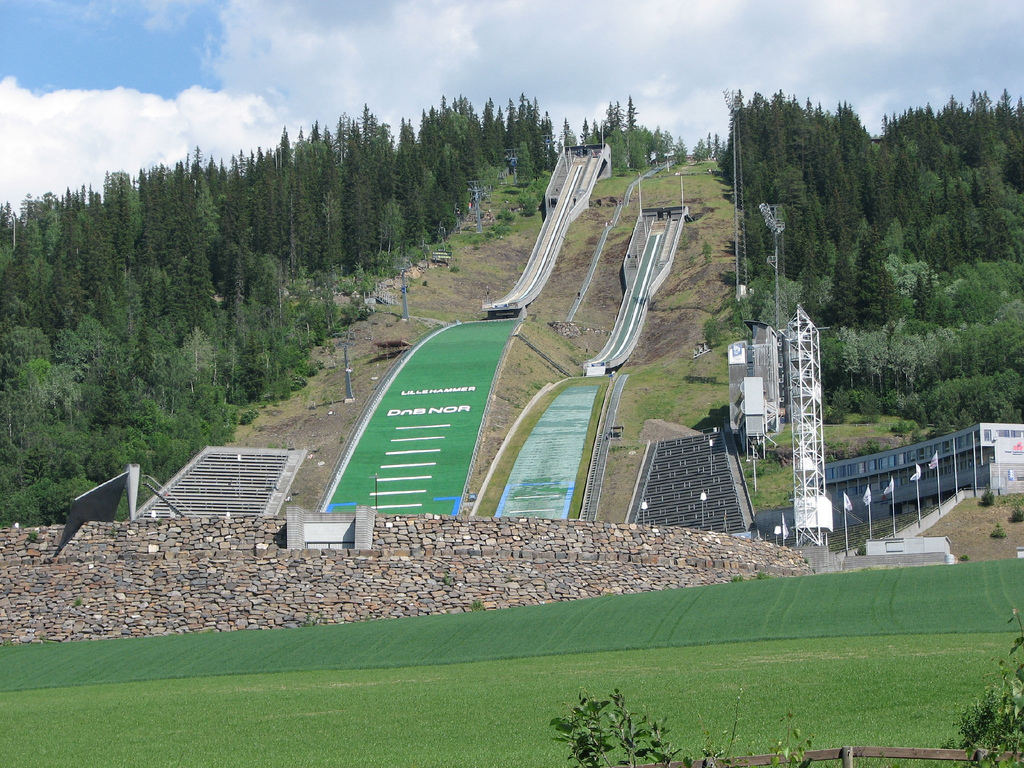
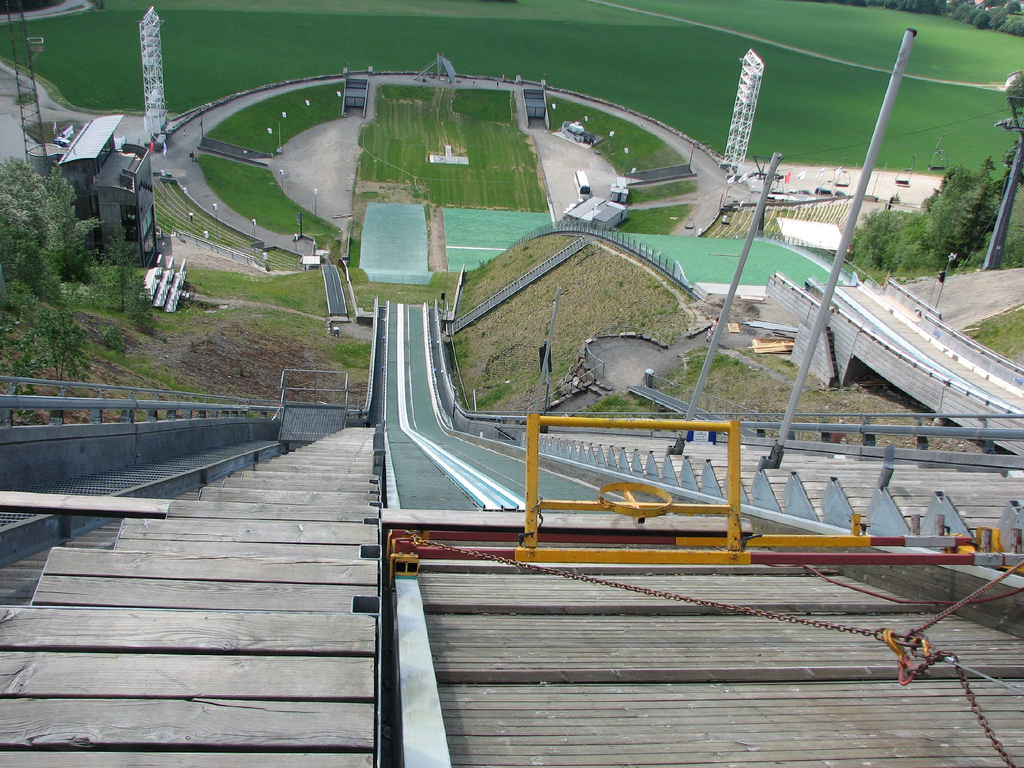
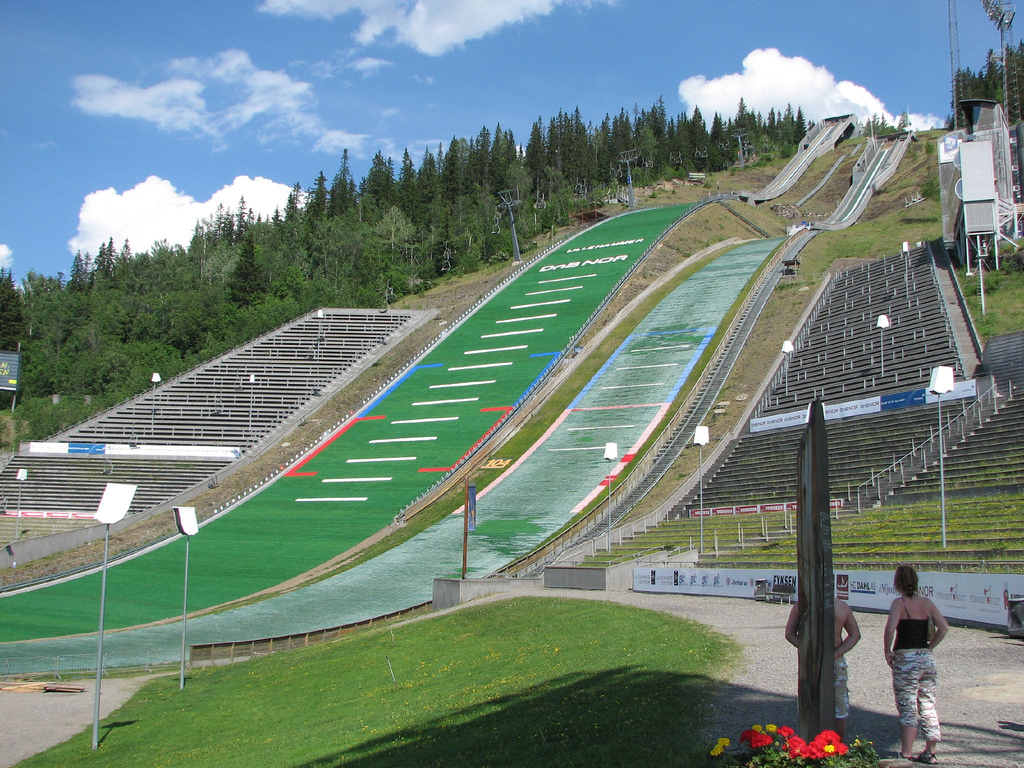
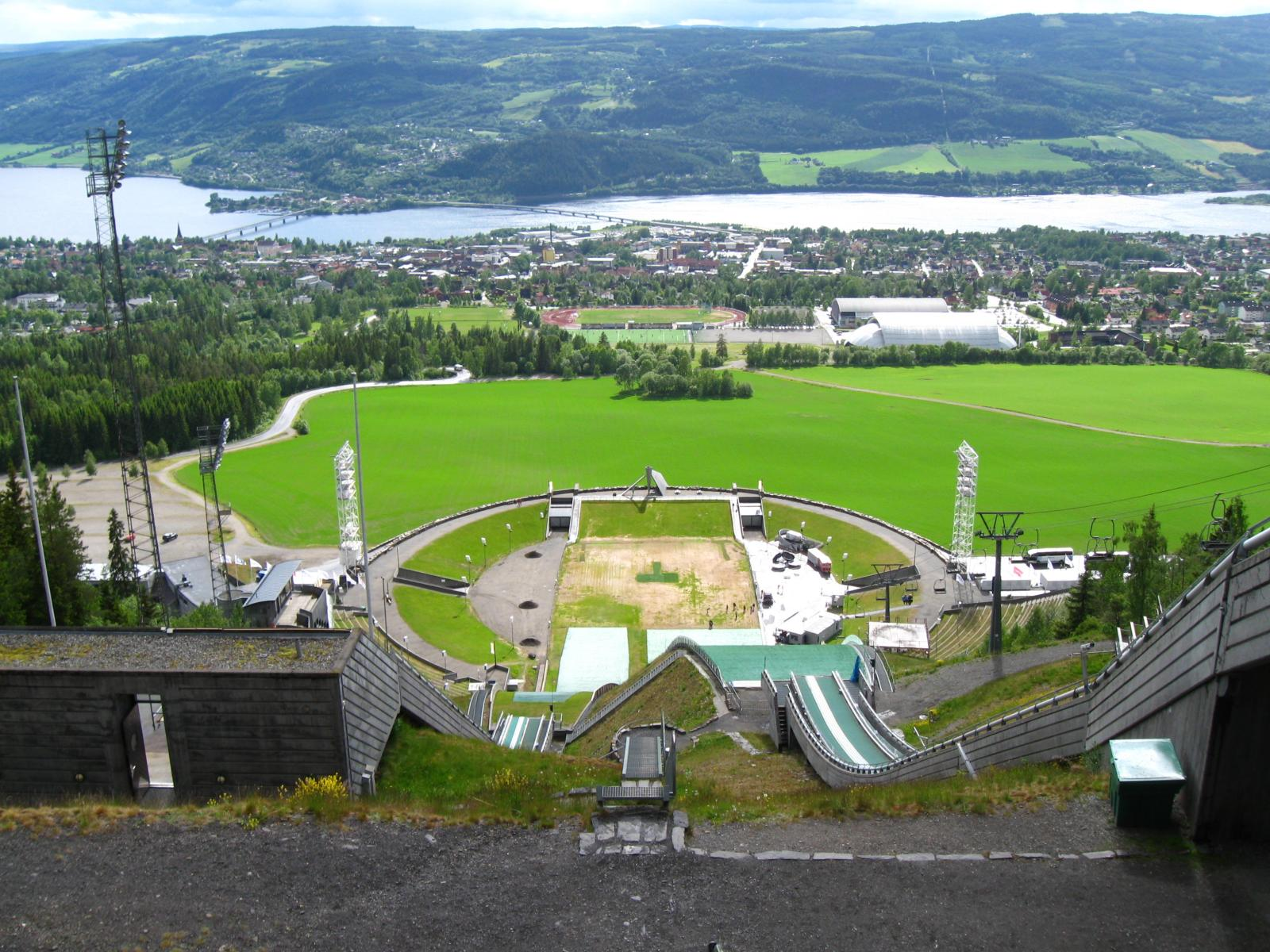

## Parametry skoczni

### K123
Dane:
- Punkt konstrukcyjny: 123 m
- Wielkość skoczni (HS): 140 m
- Długość najazdu: 101,16 m
- Nachylenie progu: 11,5°
- Wysokość progu: 3.35 m
- Nachylenie zeskoku: 34.5°

#### Rekordziści skoczni
| Lp. | Dzień        | Rok  | Zawodnik              | Odległość | Zawody                              | Uwagi               |
| --- | ------------ | ---- | --------------------- | --------- | ----------------------------------- | ------------------- |
| 1.  | 11 marca     | 1993 | Espen Bredesen        | 117,0 m   | Puchar Świata                       |                     |
| 2.  | 11 marca     | 1993 | Takanobu Okabe        | 119,0 m   | Puchar Świata                       |                     |
| 3.  | 20 lutego    | 1994 | Espen Bredesen        | 135,5 m   | Igrzyska Olimpijskie                |                     |
| 4.  | 23 lutego    | 1994 | Jens Weißflog         | 135,5 m   | Igrzyska Olimpijskie                | wyrównanie rekordu  |
| 5.  | 28 listopada | 1998 | Martin Schmitt        | 136,0 m   | Puchar Świata                       |                     |
| 6.  | 12 marca     | 2004 | Roar Ljøkelsøy        | 136,5 m   | Puchar Świata                       |                     |
| 7.  | 11 marca     | 2005 | Sigurd Pettersen      | 137,0 m   | Puchar Świata                       |                     |
| 8.  | 11 marca     | 2005 | Janne Ahonen          | 137,0 m   | Puchar Świata                       | wyrównanie rekordu  |
| 9.  | 2 grudnia    | 2005 | Tommy Ingebrigtsen    | 138,5 m   | Puchar Świata                       |                     |
| 10. | 3 grudnia    | 2005 | Andreas Küttel        | 139,0 m   | Puchar Świata                       |                     |
| 11. | 1 grudnia    | 2006 | Gregor Schlierenzauer | 139,0 m   | Puchar Świata                       | wyrównanie rekordu  |
| 12. | 1 grudnia    | 2006 | Gregor Schlierenzauer | 140,0 m   | Puchar Świata                       |                     |
| 13. | 2 grudnia    | 2006 | Gregor Schlierenzauer | 141,0 m   | Puchar Świata                       |                     |
| 14. | 3 grudnia    | 2006 | Adam Małysz           | 142,0 m   | Puchar Świata                       |                     |
| 15. | 3 grudnia    | 2006 | Espen Rian            | 145,0 m   | PŚ w kombinacji norweskiej, trening | rekord nieoficjalny |
| 16. | 7 marca      | 2008 | Gregor Schlierenzauer | 143,0 m   | Puchar Świata                       |                     |
| 17. | 6 grudnia    | 2009 | Simon Ammann          | 146,0 m   | Puchar Świata                       |                     |
| 18. | 16 marca     | 2023 | Markus Eisenbichler   | 146,0 m   | Puchar Świata                       | wyrównanie rekordu  |

### K90
Dane:
- Punkt konstrukcyjny: 90 m
- Wielkość skoczni (HS): 98 m
- Długość najazdu: 86,82 m
- Nachylenie progu: 11,2°
- Wysokość progu: 2.76 m
- Nachylenie zeskoku: 34.5°

#### Rekordziści skoczni
| Lp. | Dzień     | Rok  | Zawodnik       | Odległość | Zawody               | Uwagi |
| --- | --------- | ---- | -------------- | --------- | -------------------- | ----- |
| 1.  | 25 lutego | 1994 | Espen Bredesen | 104,5 m   | Igrzyska Olimpijskie |       |
| 2.  | 3 grudnia | 2011 | Andreas Kofler | 105,0 m   | Puchar Świata        |       |
| 3.  | 6 grudnia | 2013 | Karl Geiger    | 107,5 m   | Puchar Świata        |       |